# Pier Paolo Taddei
Pier Paolo Taddei (29 giugno 1949) è un ex tiratore a segno sammarinese.

## Biografia
Nato nel 1949, a 31 anni ha partecipato ai Giochi olimpici di Mosca 1980, nella gara di fucile 50 metri seduti, chiudendo al 48º posto con 583 punti.
Quattro anni dopo ha preso di nuovo parte alle Olimpiadi, quelle di Los Angeles 1984, sempre nel fucile 50 metri seduti, arrivando 62º con il punteggio di 576.